# Messias Pereira Donato
Messias Pereira Donato (Guanambi, 4 de agosto de 1921 – Belo Horizonte, 30 de março de 2015) foi um advogado, professor, escritor, filósofo, magistrado e jurista brasileiro.

## Biografia
Nascido no interior da Bahia, graduou-se em Direito na Universidade Federal de Minas Gerais (UFMG), tendo exercido a magistratura do trabalho em Minas Gerais durante mais de 20 anos, o magistério por 22 anos, como Professor Titular de Direito do Trabalho da UFMG, tendo sido Diretor da Faculdade de Direito.
Em 1934, aos 13 anos, foi levado por seu pai, o fazendeiro Henrique Pereira Donato, de Guanambi até Malhada - BA, às margens do Rio São Francisco. Percorreu cerca de 110 km montado "em lombo de burro" numa viagem que demorou três dias. De Malhada seguiu sozinho de vapor até Pirapora - MG e desta partiu de trem de ferro para ao fim de doze dias de viagem chegar a Belo Horizonte, onde continuou os seus estudos, inclusive no tradicional Colégio Arnaldo, mantido pela "Congregação do Verbo Divino".
Bacharelou-se em Direito em 10 de dezembro de 1947, como primeiro aluno de sua turma, sendo distinguido com o "Prêmio Rio Branco", destinado ao aluno que obteve as melhores notas. Durante o curso teve outras distinções, inclusive como vencedor de concurso nacional de monografias e em concurso de oratória da Faculdade.
Lecionou Português no Colégio Marconi, de Belo Horizonte, de 1949 a 1951, tendo sido, em seguida, Diretor daquele educandário e Inspetor Federal de Ensino Secundário, por concurso. Em 1952, frequentando a Faculdade de Direito da Universidade de Paris, doutorou-se em Economia Social e Trabalhista. Em 1958, concluiu o curso de Ciências Sociais da Faculdade de Filosofia da Universidade de Minas Gerais, ali obtendo também o grau de Doutor e assumindo, no mesmo ano, como Instrutor de Ensino Superior, a regência de História das Doutrinas Econômicas daquela Escola até 1961. Em novembro deste ano, em concurso para a Cátedra de Direito do Trabalho da Universidade de Minas Gerais, foi aprovado em primeiro lugar, oportunidade em que apresentou a tese "A atuação do sindicato operário no seio da empresa privada".
Aprovado em concurso em 1959, ingressou na Magistratura como Juiz do Trabalho - Presidente da Junta de Conciliação e Julgamento de Juiz de Fora - MG, município que, em 1963, lhe concedeu o título de Cidadão Honorário.
É considerado uma importante referência nacional em Direito do Trabalho, inclusive com sua mais recente obra "Curso de Direito Individual do Trabalho", em 6ª. Edição, publicada pela Editora LTr, em 2008. Devido à relevância do seu papel acadêmico e jurídico, a Faculdade de Direito da UFMG concede periodicamente ao bacharelando que obtém a melhor nota em prova da disciplina Direito e
Processo do Trabalho, o Prêmio "Messias Pereira Donato".

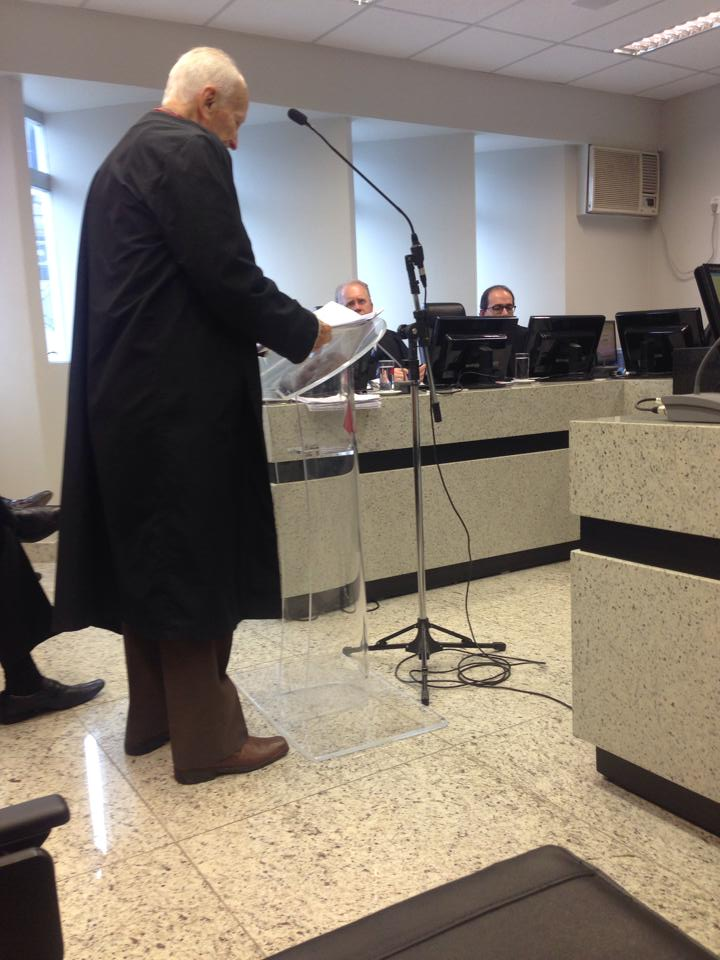

Em setembro de 2014, durante o Congresso Nacional de Direito Trabalhista - CONAT, realizado em Belo Horizonte, personalidades de renome do Direito Trabalhista foram homenageadas com a "Comenda Messias Pereira Donato". Na oportunidade, Messias foi aplaudido de pé pelo plenário do Congresso.
Até o final da sua vida, foi profissional ativo na advocacia nacional. Ocupou, desde a fundação, a cadeira de nº 20 da Academia Nacional do Direito do Trabalho. Integrou as seguintes instituições: Academia Iberoamericana de Derecho Del Trabajo (Espanha), Instituto Interamericano de Derecho Del Trabajo (Argentina), Academia Mineira de Letras Jurídicas, Instituto de Direito Social Cesariano Júnior (São Paulo), Instituto dos Advogados de Minas Gerais, Associação dos Advogados Trabalhistas de Minas Gerais, Instituto de Direito do Trabalho de Juiz de Fora e Centro Jurídico Brasileiro, de Belo Horizonte. Em 2010, passou a integrar a Comissão de Direitos Sociais e Trabalhistas da OAB/MG. Foi membro do Conselho Editorial da Revista Ciência Jurídica do Trabalho, da editora "Ciência Jurídica".
Dentre suas obras jurídicas, destacam-se, além de artigos publicados em revistas especializadas nacionais e no exterior, "O movimento sindical operário no regime capitalista“, "A atuação do sindicato no seio da empresa privada“, "Curso de Direito do Trabalho“ e o referido “Curso de Direito Individual do Trabalho”.
Sua produção intelectual inclui ainda a tradução de obras do mais importante poeta estadunidense, Walt Whitman, considerado precursor da poesia moderna. Lançada em 1956, a tradução do livro “Sinfonia da Vida” foi revista e atualizada em 2011, publicada pela editora RTM.
Em dezembro de 2014, através do Tribunal Regional do Trabalho da 5ª Região - TRT-BA, doou à sua terra natal, Guanambi, sua biblioteca de Direito do Trabalho com cerca de 3500 títulos. Justificou o jurista à época que era uma forma de homenagear sua terra, da qual foi o primeiro advogado. Sua doação foi ainda enriquecida pela família do seu falecido irmão, o advogado cível Gildásio Pereira Donato, que doou sua biblioteca de Direito Civil. Em 18 de junho de 2015, com a presença do presidente do TRT-BA, diversas outras autoridades e dezenas de familiares, a "Biblioteca Pública Messias Pereira Donato" foi inaugurada na sede da Justiça do Trabalho em Guanambi.
Do seu casamento com Maria Eunice, que foi servidora do TRT-MG, nasceram os filhos Messias Pereira Donato Filho (falecido) e Sandra Miranda Donato. Deixou quatro netos: Vítor, Gabriel, Felipe e Bruno. Dos seus sete irmãos (Gasparino, Maria Rita, Eunice, Euflávio, Eudite, Gildásio e Gileno), a ele sobreviveu o irmão Euflávio Pereira Donato, procurador de Justiça aposentado do estado de Minas Gerais, que veio a falecer em 14 de dezembro de 2021, aos 94 anos.
Pouco após o falecimento de Messias, a Câmara de Vereadores de Guanambi, em 11 de maio de 2015, denominou a via onde estão importantes seções judiciárias do município, de Avenida Messias Pereira Donato. Em 30 de novembro do mesmo ano, o Tribunal Regional do Trabalho da 3ª Região (Minas Gerais) inaugurou sua nova a sede administrativa em Belo Horizonte, situada na Avenida do Contorno, 4631, que recebeu o nome "Professor Messias Pereira Donato".